# 97508 Bolden
97508 Bolden è un asteroide della fascia principale. Scoperto nel 2000, presenta un'orbita caratterizzata da un semiasse maggiore pari a 2,9757113 au e da un'eccentricità di 0,0167070, inclinata di 8,96144° rispetto all'eclittica.